# Exército Nacional Republicano (Rússia)
O Exército Nacional Republicano (NRA) (em russo: Национальная республиканская армия, romanizado: Natsional'naya republikanskaya armiya) é um suposto grupo partidário clandestino russo dentro da Rússia trabalhando para a derrubada violenta do governo de Vladimir Putin.
Ilya Ponomarev, ex-membro da Duma da Rússia que foi expulso por atividades antiKremlin, identificou o grupo como responsável pelo assassinato da propagandista russa Darya Dugina em agosto de 2022, e "muitas outras ações partidárias realizadas no território da Rússia em últimos meses." Ele disse que está "em contato" com representantes da organização desde abril de 2022. descrevendo seu papel como semelhante ao desempenhado por Gerry Adams e Sinn Féin — em relação ao Exército Republicano Irlandês Provisório — durante os conflitos na Irlanda do Norte, alegando que seu papel se limita a dar publicidade, socorrer fugitivos e prestar assistência técnica; negou o fornecimento de armas.
Comentaristas expressaram dúvidas quanto às afirmações de Ponomarev sobre o grupo. A cobertura da mídia do assassinato de Dugina enfatiza que não há verificação independente da existência da NRA russo ou de seu papel no assassinato. No entanto, o Comitê de Ação Russa da oposição colocou Ponomarev na lista negra de seu Congresso da Rússia Livre, alegando que ele "convocou ataques terroristas em território russo". A declaração do Comitê também deu a entender que Dugina era um "civil" que não participa do confronto armado", condenando as denúncias de Aleksandr Dugin após o ataque como "uma rejeição demonstrativa da empatia humana normal pelas famílias das vítimas."